# Esquirol llistat de l'Est americà
L'esquirol llistat de l'Est americà (Tamias striatus) és una espècie de rosegador de la família dels esciúrids. És una espècie que habita a Nord-amèrica. És l'únic membre viu dels esquirols del subgènere Tamias, de vegades conegut com un genus independent. En anglès se l'anomena chipmunk que prové de la llengua Ottawa ajidamoonh o de la paraula de l'Ojibwe ajidamoo, que es tradueix literalment com «el qui baixa dels arbres de cap.»

## Galeria

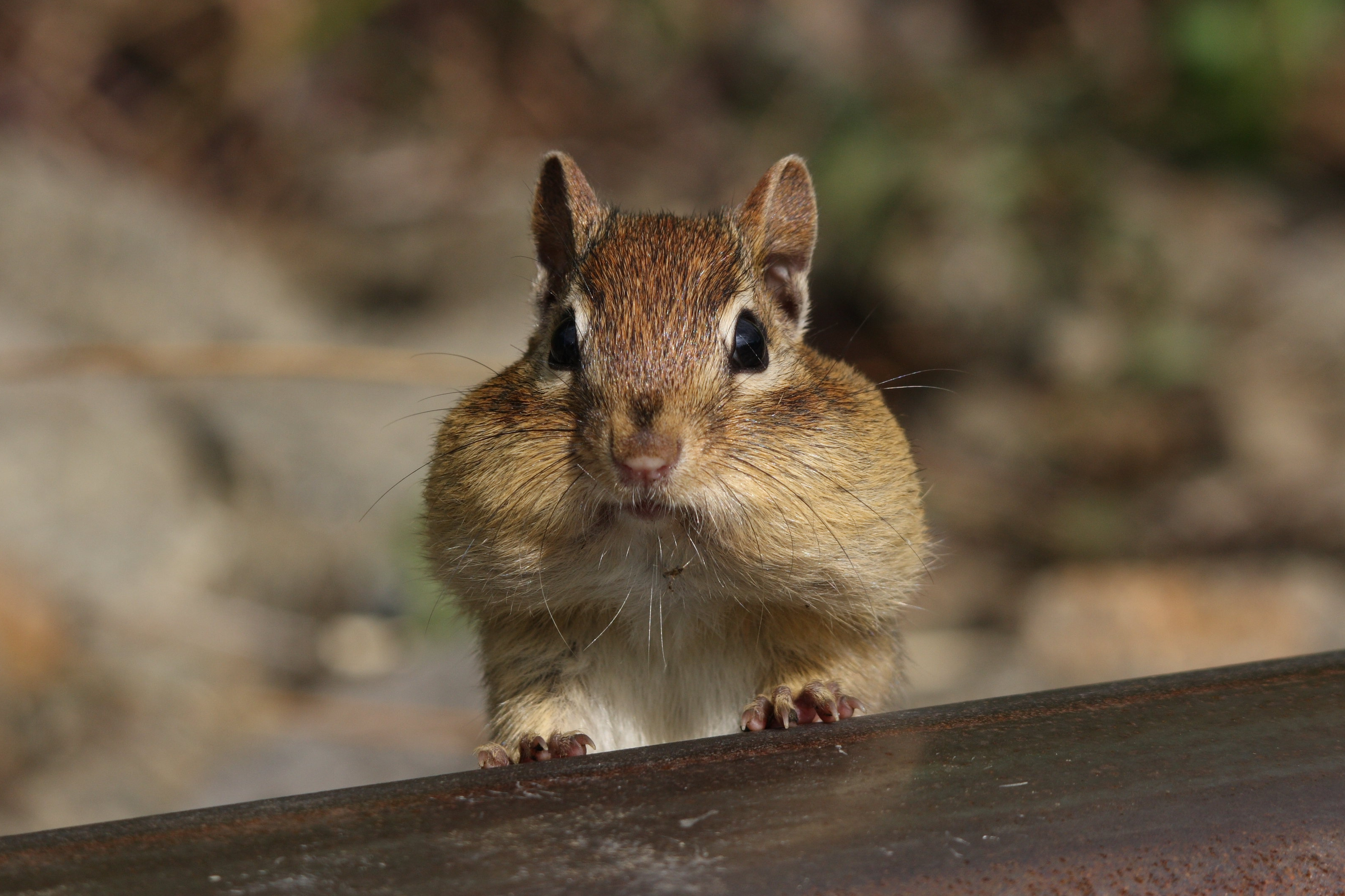
Esquirol llistat de l'Est americà amb les bosses de les galtes plenes, Cap Tourmente Nacional Wildlife Àrea, Quebec, Canadà
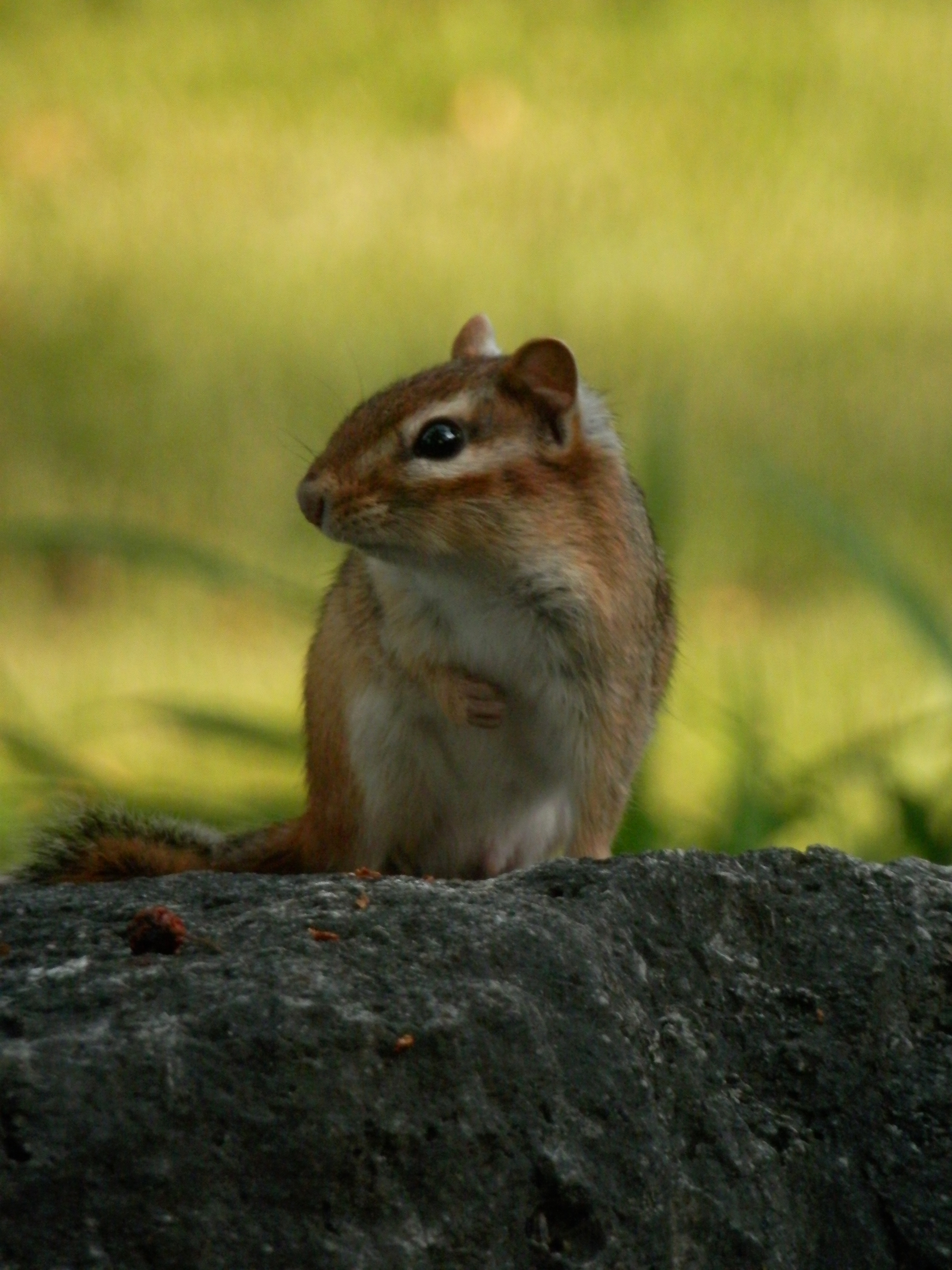
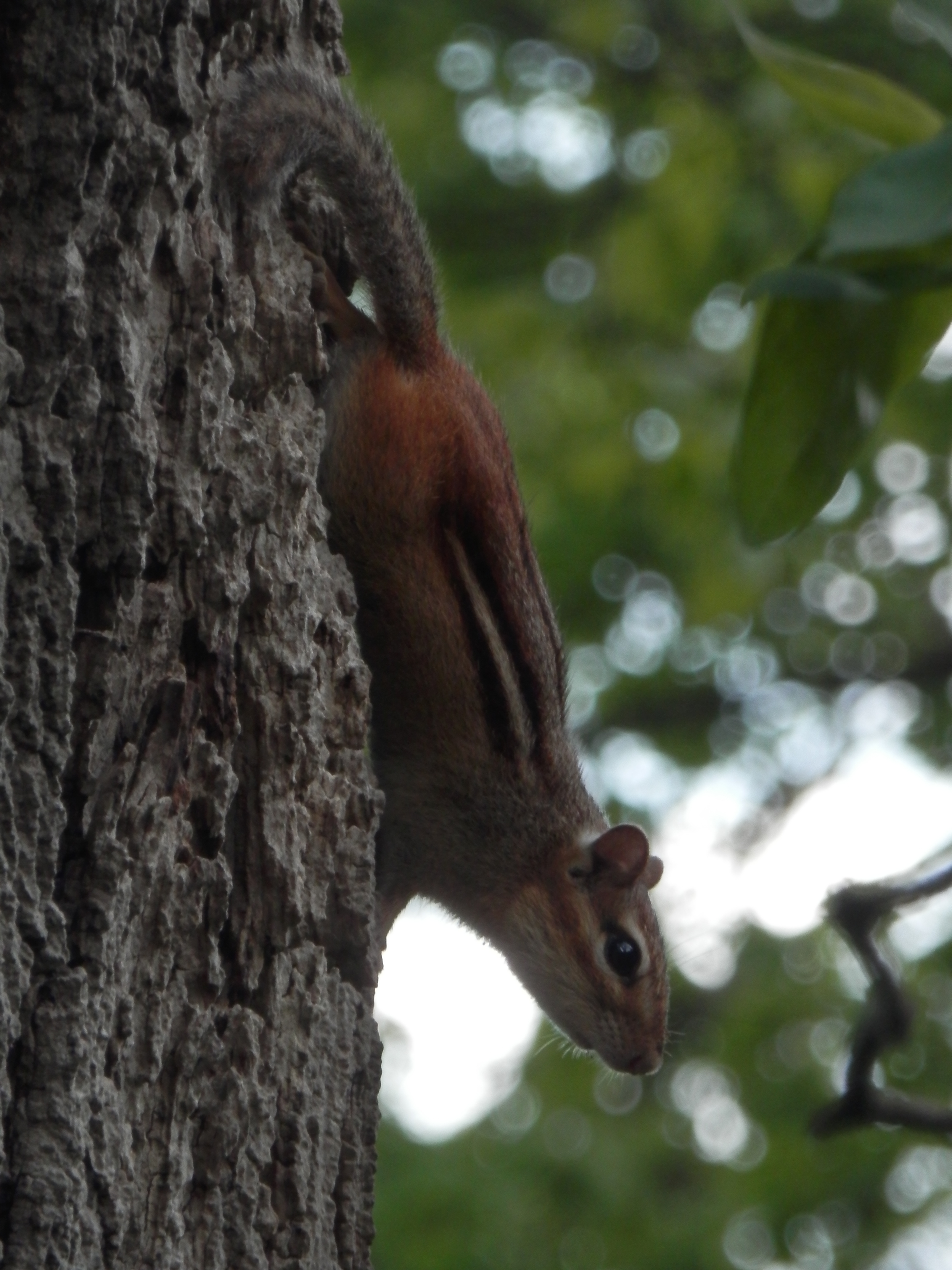

- Crit (vídeo)